# Shmarya Guttman

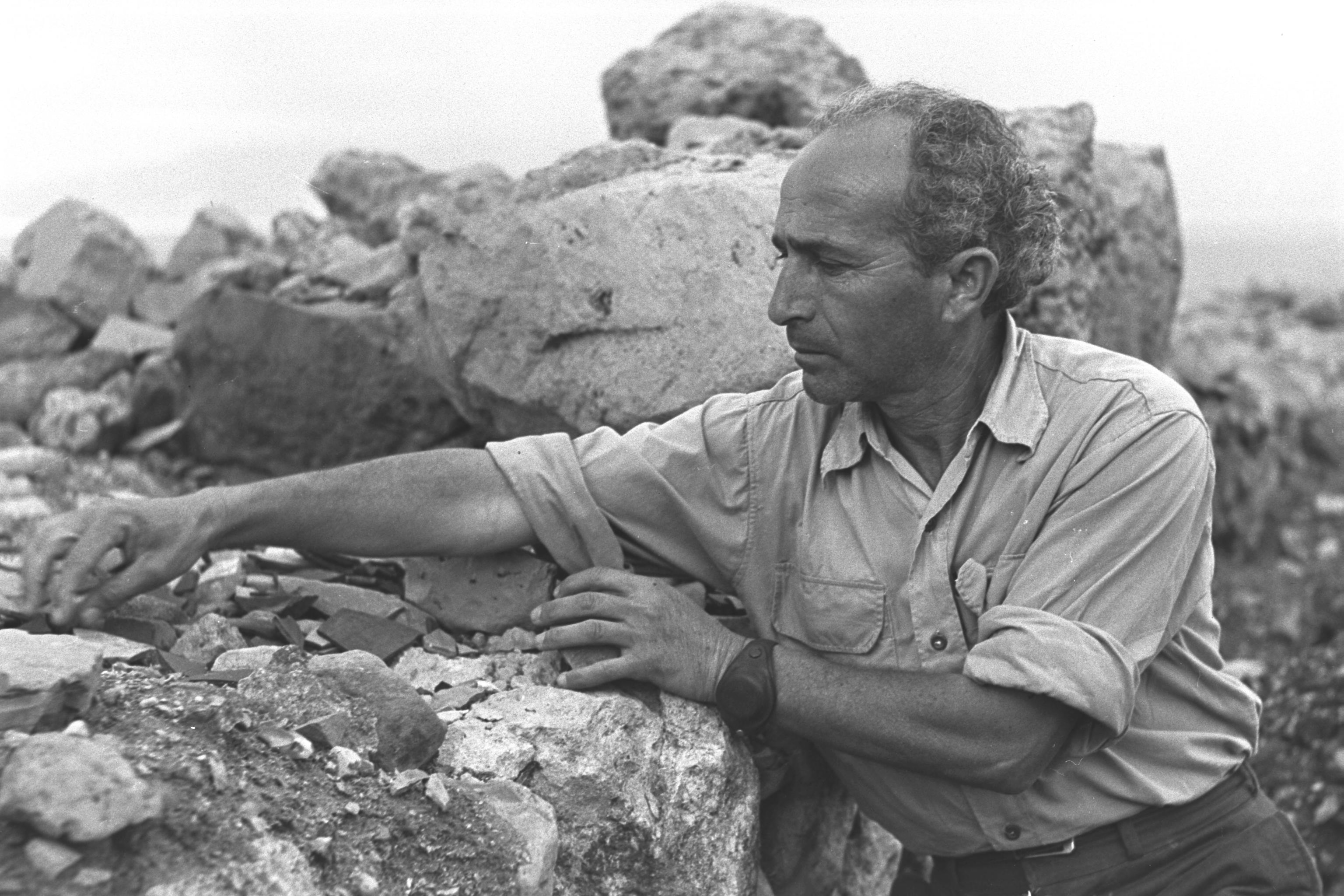
Shmarya Guttman (1956)

Shmarya Guttman שמריה גוטמן (geb. 15. Januar 1909 in Glasgow; gest. 22. Oktober 1996 in Naʿan) war ein israelischer Geograph und Archäologe.

## Leben
Shmarya Guttmans Eltern waren russische Emigranten, die sich einige Jahre in Schottland aufhielten, bevor sie 1912 nach Palästina einwanderten, damals Teil des Osmanischen Reiches. Die Familie ließ sich in Merchavia nieder. Guttmans Vater, ein Bäcker, gehörte zu den Organisatoren von Poʿalei Zion. Shmarya Guttman, der vier Geschwister hatte, wuchs in einem Umfeld auf, in dem es große Sympathien für Sozialismus und säkularen Zionismus gab. Er studierte an der Landwirtschaftsschule von Mikwe Israel und wurde ein führender Funktionär des Jugendverbandes Histadrut haNoʿar haʿOved wehaLomed. Er gehörte 1930, mit 21 Jahren, zu den Gründern des Kibbutz Naʿan. „Das Arbeitsleben in diesem Kollektiv vermochte aber den Amateurorientalisten, -geografen, -historiker und -archäologen nicht zu erfüllen.“
Im Auftrag der zionistischen Jugendorganisation Hechalutz reiste er in den 1930er Jahren nach Litauen, um für die Auswanderung nach Palästina zu werben.
Guttman arbeitete vor der Gründung des Staates Israel für die arabische Sektion des Hagana-Geheimdienstes. Im Auftrag des Mossad leʿAlija Bejt war er im Sommer 1941, zusammen mit Enzo Sereni und Ezra Kadoorie, im Irak tätig. In Bagdad hatte im Juni 1941 ein Pogrom stattgefunden, das ein Wendepunkt in der Geschichte der jüdischen Gemeinde des Irak wurde. Frustriert von ihrer militärischen Niederlage gegen die britische Armee, hatten arabische Nationalisten rund 130 jüdische Zivilisten ermordet. Viele weitere Menschen wurden verletzt und ihr Eigentum zerstört. Die Emissäre, darunter Guttman, trainierten irakische Juden in der Selbstverteidigung, vermittelten ihnen zionistische Erziehung und organisierten ihre illegale Auswanderung.
Guttman war ein Vertreter der Jediʿat haʾAretz-Bewegung, die intime Kenntnis des Landes Israel als eine Form der Inbesitznahme propagierte; hebräisch ידיעת הארץ jediʿat haʾaretz ist eine Lehnübersetzung des deutschen Begriffs Landeskunde. An die Stelle der traditionellen, textbasierten jüdischen Erziehung traten Exkursionen. Anleihen bei der Reformpädagogik und der zeitgenössischen europäischen Jugendbewegung sind deutlich. Geologie, Geschichte, Botanik und andere Fächer wurden unterwegs vermittelt, vor allem aber eine emotionale Beziehung zum Land. Guttman leitete zahlreiche landeskundliche Exkursionen und kooperierte dabei mit Berl Katznelson und Yitzhak Tabenkin, Führungspersönlichkeiten der Mapai. Mit Israel Galili, dem Organisator der Hagana, verband ihn eine persönliche Freundschaft. Anfang der 1940er Jahre bekleidete Guttman kein offizielles Amt, gehörte aber zum inneren Führungskreis der zionistischen Bewegung. 1942 führte er ein fünftägiges Masada-Seminar mit einer Gruppe von Pionieren durch, die danach als Multiplikatoren für Masada-Exkursionen wirkten.
Während des Palästinakriegs leitete Guttman die arabische Sektion des Palmach. Nach seiner Entlassung aus der Armee begann Guttman ein Archäologiestudium an der Hebräischen Universität Jerusalem. Er führte zahlreiche Gruppen nach Masada. 1953 leitete Guttman eine Gruppe der Kibbuzbewegung (Kibbutz HaMeʾuchad), die eine Erkundung des Nordpalastes von Masada unternahm; Guttman veröffentlichte die vorläufigen Ergebnisse 1954 im Bulletin of the Israel Exploration Society. Diese Veröffentlichung führte 1955/1956 zu einem wissenschaftlichen Survey von Masada unter Leitung von Nahman Avigad und letztendlich 1963 bis 1965 zu den großen Ausgrabungen unter Leitung von Yigael Yadin.
Beim Survey 1955/1956 war Guttman für die Sicherheit des Teams, die Erschließung von Zugängen zu den verschiedenen Bereichen und die Erforschung des Bewässerungssystems zuständig.
Guttmans Beitrag zur Erforschung Masadas wurde von Yigael Yadin hervorgehoben: „Er hat Masada zu einer Attraktion für die israelische Jugend gemacht. Jahrelang widmete er seine Zeit, Energie und Erfindungskraft dem Studium von Masada. Er war nicht nur der erste, der 1954 den Schlangenpfad richtig beschrieb, sondern er ließ ihn auch instand setzen, grub das Tor aus, an dem der Pfad endet und führte im Römerlager A Grabungen durch. Daneben trieb er die Erforschung der herodianischen Wasseranlagen voran. Schließlich war er es auch, der die wissenschaftlichen Institutionen in Israel immer wieder aufforderte, in Masada Ausgrabungen zu veranstalten.“
Nach dem Sechstagekrieg leitete Guttman archäologische Notgrabungen in den Golanhöhen und im Bergland südlich von Hebron. Dort erforschte er die bereits 1938 als solche identifizierte antike Synagoge von Susija: 1969 wurde das Bodendenkmal von ihm versuchsweise angegraben und 1971–1972 von ihm zusammen mit Ehud Netzer und Zeʾev Yeivin ausgegraben und restauriert. Im Golan leitete Guttman mehrere Kampagnen archäologischer Grabungen in Gamla.
1991 verlieh die Universität Haifa Shmarya Guttman den Ehrendoktortitel in Anerkennung seiner Verdienste um die Archäologie und die Landeskunde Israels.